# Nasonovia ribisnigri
Puceron de la laitue
Espèce
Nasonovia ribisnigri, le Puceron de la laitue, est une espèce de pucerons de la famille des Aphididae (ordre des hémiptères) qui est un ravageur important notamment pour les salades.

## Répartition
Nasonovia ribisnigri est présent dans de nombreux pays à climat tempéré d'Amérique du Nord et d'Europe.

## Description
Les mâles atteignent une longueur de 2,5 mm, tandis que les femelles vivipares mesurent 1,7-3,2 mm de long, mais les femelles ovipares n'atteignent que 1,6-1,7 mm.
Ses hôtes principaux sont les groseilles, y compris les cassis (Ribes nigrum) et les groseilles (Ribes uva-crispa), tandis que ses hôtes secondaires sont une gamme plus large de plantes de la famille des Asteridae (comme les genres Hieracium, Lapsana, Crepis, Leontodon, Lactuca et Cichorium) ainsi que des Lamiales (genres Veronica et Euphrasia) et des Solanaceae (genres Nicotiana et Petunia).
Ce sont des ravageurs agricoles importants pour les cultures de laitues et d'endives.

## Classification
Le nom valide complet (avec auteur) de ce taxon est Nasonovia ribisnigri (Mosley (d), 1841).
L'espèce a été initialement classée dans le genre Aphis sous le protonyme Aphis ribisnigri Mosley, 1841.
Ce taxon porte en français le nom vernaculaire ou normalisé suivant : puceron de la laitue.
Nasonovia ribisnigri a pour synonymes :
- Aphis ribicola Kaltenbach, 1843
- Aphis ribisnigri Mosley, 1841
- Illinoia ribicola (Kaltenbach, 1843)
- Macrosiphum agrostemnium Theobald, 1913
- Macrosiphum kaltenbachi Schouteden, 1906
- Macrosiphum polygoni (Buckton, 1876)
- Nasonovia polygoni
- Nasonovia pseudohieracii
- Nasonovia ribibola
- Nasonovia ribs-nigri
- Siphonophora alliariae Koch, 1855